# سريندي شيتي
سريندي شيتي (مواليد 21 أكتوبر 1991) هي ممثلة هندية، شاركت في فيلم كيه.جي.إف:الفصل الأول، كيه.جي.إف:الفصل الثاني وكوبرا.

## روابط خارجية
- سريندي شيتي على موقع IMDb (الإنجليزية)
- سريندي شيتي على موقع قاعدة بيانات الفيلم (الإنجليزية)